# بة أباد (غناباد)
بة أباد (بالفارسية: به‌آباد) هي قرية تقع في منطقة مركزية ريفية في إيران. يقدر عدد سكانها بـ 1,423 نسمة .